# Flintsbach am Inn

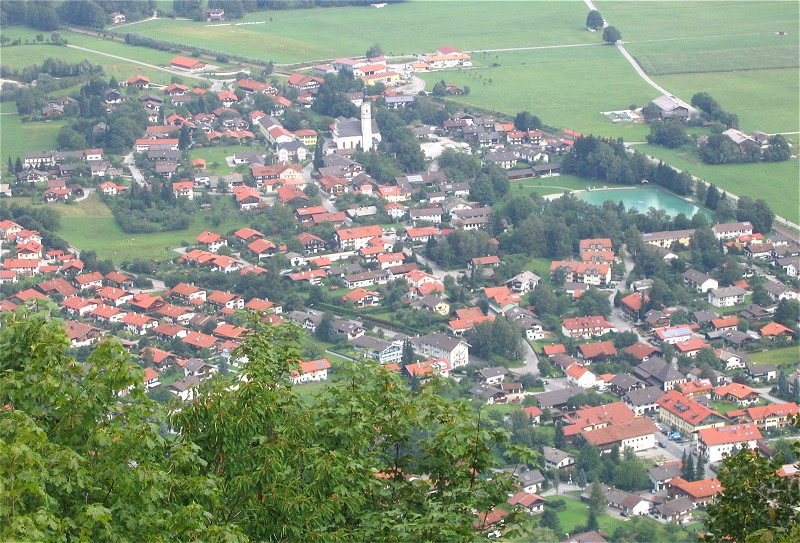
Widok na gminę z lotu ptaka

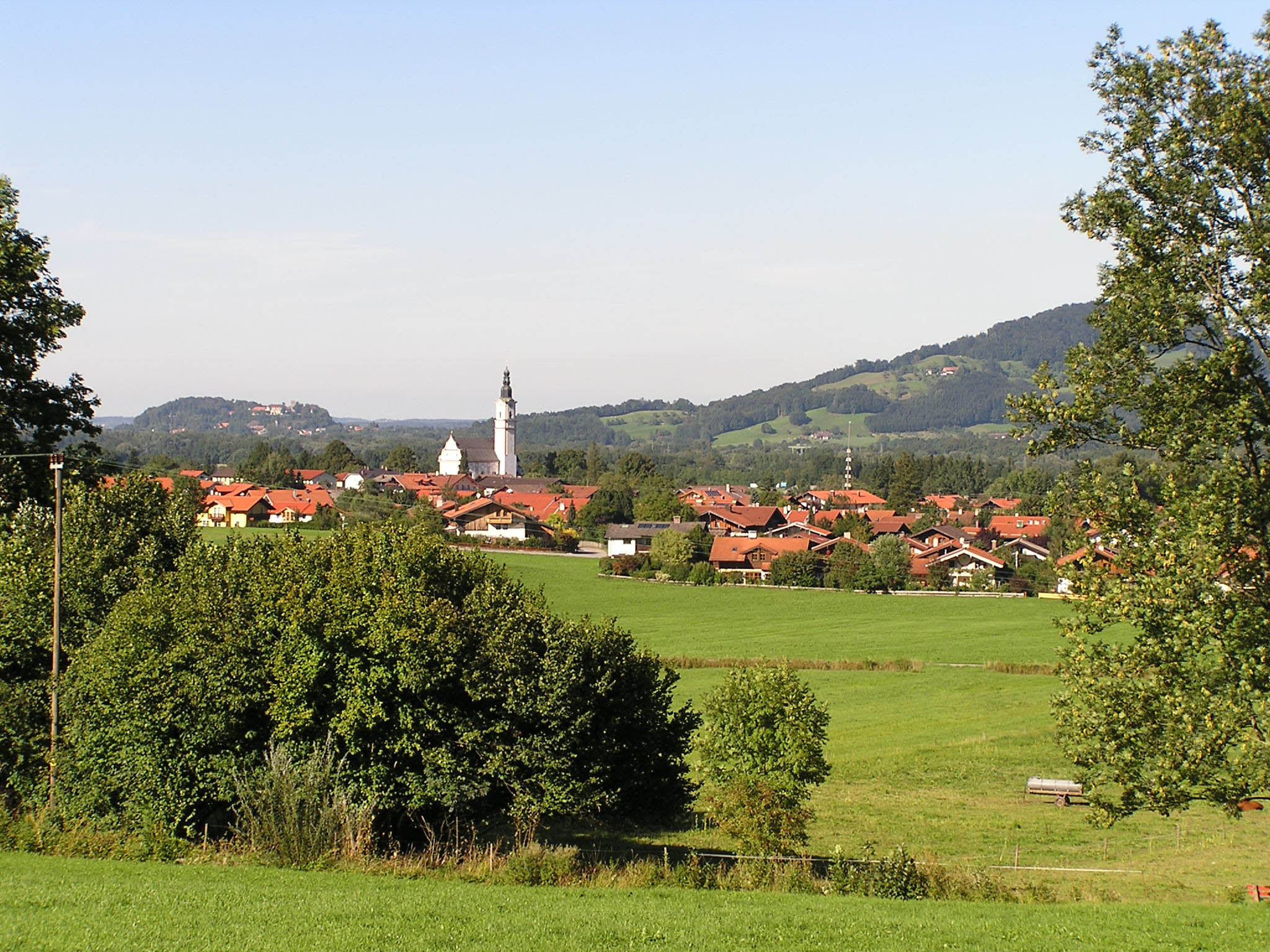
Panorama gminy

Flintsbach am Inn, Flintsbach a.Inn – miejscowość i gmina w Niemczech, w kraju związkowym Bawaria, w rejencji Górna Bawaria, w regionie Südostoberbayern, w powiecie Rosenheim. Leży około 15 km na południe od Rosenheimu, nad rzeką Inn, przy autostradzie A93 i linii kolejowej Monachium – Innsbruck.

## Demografia
Dane o ludności z 31 grudnia 2008:
| Opis                                | Ogółem | Ogółem | Kobiety | Kobiety | Mężczyźni | Mężczyźni |
| ----------------------------------- | ------ | ------ | ------- | ------- | --------- | --------- |
| Jednostka                           | osób   | %      | osób    | %       | osób      | %         |
| Populacja                           | 2941   | 100    | 1514    | 51,48   | 1427      | 48,52     |
| Wiek przedprodukcyjny (0–17 lat)    | 611    | 20,78  | 304     | 10,34   | 307       | 10,44     |
| Wiek produkcyjny (18–65 lat)        | 1841   | 62,6   | 928     | 31,55   | 913       | 31,04     |
| Wiek poprodukcyjny (powyżej 65 lat) | 489    | 16,63  | 282     | 9,59    | 207       | 7,04      |

## Polityka
Wójtem gminy jest Wolfgang Berthaler, rada gminy składa się z 14 osób.
|      | CSU | SPD | FWG | Razem |
| 2008 | 6   | 3   | 5   | 14    |
| 2002 | 7   | 4   | 3   | 14    |